# Serce nie sługa (film 2018)
Serce nie sługa – polska komedia romantyczna z 2017 roku, w reżyserii Filipa Zylbera. Do kin film trafił 5 października 2018 roku.

## Obsada
- Roma Gąsiorowska – Daria
- Paweł Domagała – Filip
- Ewa Chodakowska – trenerka
- Borys Szyc – Maciek
- Magdalena Różczka – Marietta
- Krzysztof Stelmaszyk – dyrektor
- Zuzanna Grabowska – Kaśka
- Mateusz Damięcki – policjant Marek
- Anna Karczmarczyk – Marta
- Ewa Kasprzyk – matka Filipa
- Krzysztof Globisz – ojciec Filipa
- Patricia Kazadi – Klaudia
- Julia Wieniawa – dziewczyna w klubie
- Tomasz Sapryk – ojciec Darii
- Elżbieta Jarosik – matka Darii
- Piotr Głowacki – dr Skarżyński
- Marcel Sabat - Bartek, brat Darii
- Natalia Filipczuk - dziewczyna Bartka